# 道の駅230ルスツ
道の駅230ルスツ（みちのえき にいさんまるルスツ）は、北海道虻田郡留寿都村にある国道230号の道の駅である。
外観は木造。風光明媚で伏流水を利用した噴水もある。このほか、留寿都村ゆかりの浪越徳治郎像があるほか、童謡「赤い靴」の舞台となったことからトイレなどでメロディーが流されている。

## 歴史
- 2003年（平成15年） - 情報センター、農産物直売所、トイレなどの施設がオープン。
- 2005年（平成17年） - レストラン「北のあかり」を含む地域資源交流センター、ルスツふるさと公園が完成。
- 2025年（令和7年）4月18日 - リニューアルオープン（指定管理者が札幌市のTAISHIとなる）[1]

## 主な施設
- 駐車場
  - 普通車：73台
  - 大型車：18台
  - 身障者用 : 4台
- トイレ
  - 男 : 大 3器（2器） 小 6器（4器）
  - 女 : 6器（4器）
  - 身障者用 : 2器（1器）

※（）内は24時間利用可能
- 公衆電話：1台
- 農林水産物販売所
- ルスツふるさと公園
- 地域資源交流センター
- 軽食コーナー

## 休館日
- 年末年始

## アクセス
直接連絡
- 国道230号

間接連絡
- 北海道道66号岩内洞爺線
- 北海道道257号留寿都喜茂別線
- 北海道道560号仲洞爺留寿都線

## 道の駅周辺
- ルスツリゾート
- 赤い靴公園
- ルスツ温泉